# Wassil-Lewski-Nationalstadion
Das Wassil-Lewski-Nationalstadion (bulgarisch Национален стадион „Васил Левски“ Nazionalen stadion „Wasil Lewski“) ist ein Fußballstadion mit Leichtathletikanlage in der bulgarischen Hauptstadt Sofia. Mit 43.632 Sitzplätzen ist es das größte Stadion des Landes. Die Wettkampfstätte war für die Eröffnungs- und Abschlusszeremonie der Olympischen Winterspiele 2014 vorgesehen, für die Bulgarien 2006 jedoch mit seiner Bewerbung scheiterte.

## Geschichte
Das nach dem bulgarischen Nationalhelden Wassil Lewski benannte Sportstätte wurde 1953 eröffnet und in den Jahren 1966, 2002, 2012, 2015 renoviert. 1957 war das Nationalstadion Austragungsort der Basketball-Europameisterschaft. Neben Leichtathletikveranstaltungen finden im Wassil-Lewski-Nationalstadion vor allem Fußball-Europapokalspiele der UEFA Champions League sowie der UEFA Europa League statt. Es ist ferner Austragungsort für die Spiele der bulgarischen Fußballnationalmannschaft und die Endspiele des nationalen Fußballpokalwettbewerbs.
Das Stadion bietet die Möglichkeit für Judo, Turnen, Basketball, Boxen und Aerobic. Es besitzt zudem Fecht-, Tischtennis- und Fitnesshallen, zwei Konferenzhallen und drei Gaststätten. 
Der Vorgänger des Wassil-Lewski-Nationalstadions war das 1924 erbaute Junak-Stadion, von dem noch Reste südwestlich neben dem heutigen Stadion vorhanden sind.